# Credo Econell 12 City
A Credo Econell 12 City autóbuszt a Krankovics István tulajdonában álló győri Kravtex-Kühne Csoport gyártja. Városi, alacsony belépésű (LE) autóbusz, a BN 12 utódja. A típus a 12 méteres változat 13 méterben is elérhető. Elővárosi változata a Credo Econell 12. 2014 óta a típust már Euro 5 helyett Euro 6 kibocsátási normájú motorral gyártják.

## Előfordulása
Pécsett 2013 októberében 5 darab Credo Econell 12 City állt forgalomba. Ezek a buszok a pécsi buszcsere program érkeztek további Credo Citadell 12 és Citadell 19 autóbuszokkal.
A tatabányai T-Busz 20 darab Credo Econell 12 Cityt és 3 darab hosszabb, Econell 13 Cityt rendelt a Krevtex-Kühne Csoporttól. A rövidebb buszok 2018 januárjában, a hosszabbak pedig 2018 áprilisában álltak forgalomba Tatabányán.
Szolnokon a Volánbusz alvállalkozója a Panoráma Tourist Kft. üzemeltet összesen két darabot. Egy a korábban 2014-ben Budapesten tesztelt 12 méteres, valamint egy a korábban Győrben 2017-ben tesztelt 13 méteres példány.
Budapesten a BKV 2016 márciusában és áprilisában tesztelt egy autóbuszt a 21-es, 21A, 105-ös, 110-es és 112-es buszok vonalán. 2014-ben Győrben került sor az új, Euro 6-os motorral szerelt busz próbájára, majd 2017-ben az ÉNYKK tesztelte az új, 13 méteres autóbuszt a 11-es, 11Y, 14-es, 14B, 20-as és 22A autóbuszvonalakon.
A típus állományból kivonását 2022 szeptemberében kezdte a Tüke Busz Zrt. 2023 április végén már csak egy darab közlekedett Pécsen.